# SSE Composite
SSE Composite — фондовый индекс Шанхайской фондовой биржи. Его расчёт ведётся с декабря 1990 года, базовое значение — 100 пунктов. В расчёт принимаются ежедневные значения цен всех акций, торгующихся в котировальных листах А и В Шанхайской фондовой биржи.
12 июня 2015 индекс достиг своего пикового значения в 5166,35 единиц, но из-за краха фондового рынка Китая упал и на 22 августа составил 3509,98.
Предыдущий пик в 6092 был зафиксирован 19 октября 2007 года, однако затем в течение года он упал ниже 2000.